# Blatec
Blatec (Duits: Blatze) is een Moravische gemeente in de Tsjechische regio Olomouc, en maakt deel uit van het district Olomouc. Blatec telt 651 inwoners (2023). Op het grondgebied van de gemeente bevindt zich het station Blatec aan de spoorlijn van Nezamyslice naar Olomouc. In de gemeente Blatec liggen twee kernen, Kocanda en Blatec zelf. De gemeente neemt deel aan het samenwerkingsverband Mikroregion Olomoucko.

## Geschiedenis
- 1131 – De eerste schriftelijke vermelding van Blatec.[1]
- 1980 – De gemeente Blatec wordt geannexeerd door de gemeente Kožušany.
- 1990 – Blatec scheidt zich opnieuw af van Kožušany en wordt opnieuw een zelfstandige gemeente.[2]

## Aanliggende gemeenten
| Aangrenzende gemeenten | Aangrenzende gemeenten | Aangrenzende gemeenten | Aangrenzende gemeenten | Aangrenzende gemeenten |
| ---------------------- | ---------------------- | ---------------------- | ---------------------- | ---------------------- |
| Bystročice             |                        | Kožušany-Tážaly        |                        |                        |
|                        |                        |                        |                        |                        |
|                        | Grygov                 |                        |                        |                        |
|                        |                        |                        |                        |                        |
| Vrbátky                |                        | Charváty               |                        |                        |